# Lipnica Murowana (gemeente)
De gemeente Lipnica Murowana is een landgemeente in het Poolse woiwodschap Klein-Polen, in powiat Bocheński.
De zetel van de gemeente is in Lipnica Murowana.
Op 30 juni 2004 telde de gemeente 5466 inwoners.

## Oppervlakte gegevens
In 2002 bedroeg de totale oppervlakte van gemeente Lipnica Murowana 60,62 km², waarvan:
- agrarisch gebied: 53%
- bossen: 38%

De gemeente beslaat 9,6% van de totale oppervlakte van de powiat.

## Demografie
Stand op 30 juni 2004:
| Omschrijving                   | Totaal | Totaal | Vrouwen | Vrouwen | Mannen | Mannen |
| ------------------------------ | ------ | ------ | ------- | ------- | ------ | ------ |
| eenheid                        | aantal | %      | aantal  | %       | aantal | %      |
| inwoners                       | 5466   | 100    | 2749    | 50,3    | 2717   | 49,7   |
| bevolkingsdichtheid (inw./km²) | 90,2   | 90,2   | 45,3    | 45,3    | 44,8   | 44,8   |

In 2002 bedroeg het gemiddelde inkomen per inwoner 1368,29 zł.

## Plaatsen
Borówna, Lipnica Dolna, Lipnica Górna, Lipnica Murowana, Rajbrot.

## Aangrenzende gemeenten
Czchów, Gnojnik, Iwkowa, Laskowa, Nowy Wiśnicz, Żegocina